# Białobrzegi (gmina, Mazovie)
Pour les articles homonymes, voir Białobrzegi  (homonymie).
Białobrzegi est une gmina mixte (urbaine-rurale) du Powiat de Białobrzegi, dans la Voïvodie de Mazovie, dans le centre-est de la Pologne.
Son siège administratif est la ville de Białobrzegi, qui se situe environ 63 km au sud de Varsovie (capitale de la Pologne).
La gmina couvre une superficie de 78,93 km2 pour une population de 10 278 habitants en 2006 avec une population de 7 320 habitants pour la ville de Białobrzegi et une population de la partie rurale de la gmina de 2 958 habitants.

## Histoire
De 1975 à 1998, la gmina est attachée administrativement à la voïvodie de Radom. Depuis 1999, elle fait partie de la voïvodie de Mazovie.

## Géographie
Outre la ville de Białobrzegi, la gmina inclut les villages de :
- Brzeska Wola
- Brzeźce
- Budy Brankowskie
- Dąbrówka
- Jasionna
- Kamień
- Kolonia Brzeźce
- Leopoldów
- Mikówka
- Okrąglik
- Pohulanka
- Stawiszyn
- Sucha
- Suski Młynek
- Szczyty
- Wojciechówka

### Gminy voisines
La gmina de Białobrzegi est voisine des gminy suivantes :
- Promna
- Radzanów
- Stara Błotnica
- Stromiec
- Warka
- Wyśmierzyce